# 圣帕扎娜
圣帕扎娜（法語：Sainte-Pazanne，法語發音：[sɛ̃t pazan] ⓘ）是法国大西洋卢瓦尔省的一个市镇，位于该省西南部，属于南特区。

## 地理
圣帕扎娜（47°6'11"N, 1°48'39"W）面积41.56 平方千米，位于法国卢瓦尔河地区大区大西洋卢瓦尔省，该省份为法国西北部沿海省份，位于布列塔尼半岛东南部，北起伊勒-维莱讷省，西北接莫尔比昂省，西临大西洋，南至旺代省，东临曼恩-卢瓦尔省。
与圣帕扎娜接壤的市镇（或旧市镇、城区）包括：雷地区新城、圣佩尔港、圣伊莱尔德沙莱翁、圣马尔德库泰、马什库勒-圣梅姆。

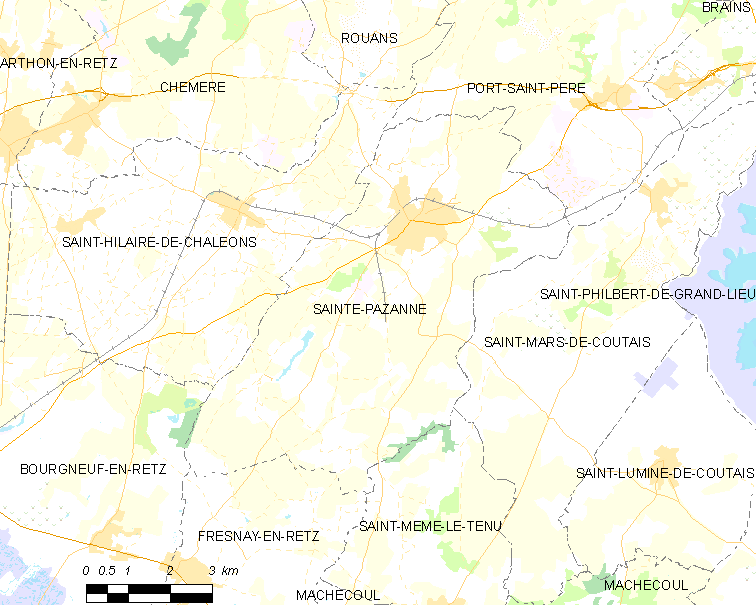
圣帕扎娜的OSM定位图

圣帕扎娜的时区为UTC+01:00、UTC+02:00（夏令时）。

## 行政
圣帕扎娜的邮政编码为44680，INSEE市镇编码为44186。

## 政治
圣帕扎娜所属的省级选区为马什库勒-圣梅姆县。

## 人口

1962-2008年间圣帕扎娜人口变化图示

圣帕扎娜于2022年1月1日时的人口数量为7209人。